# کوه ترابشینا
کوه ترابشینا (به لاتین: Mount Trebeshinë) یک کوه در آلبانی است که در Përmet District, Albania واقع شده‌است. کوه ترابشینا ۱٬۹۸۷ متر بالاتر از سطح دریا واقع شده‌است.